# Normalidade (comportamento)
Normalidade é um estado padrão, normal, que é considerado correto, sob algum ponto-de-vista. É o oposto da anormalidade. A normalidade muitas vezes se dá por conta de uma maioria em comum, sendo anormal aquele que contraria esta maioria. A normalidade também se dá por um resultado padrão ao realizar uma operação com alta probabilidade de se repetir.